# Isosaari (ö i Finland, Satakunta, Raumo, lat 61,03, long 22,36)
Isosaari är en ö i Finland. Den ligger i sjön Pyhäjärvi och i kommunen Säkylä i den ekonomiska regionen  Raumo ekonomiska region  och landskapet Satakunta, i den sydvästra delen av landet, 170 km nordväst om huvudstaden Helsingfors. Öns area är 3,5 hektar och dess största längd är 350 meter i sydväst-nordöstlig riktning.